# Štěpánov (Skuteč)

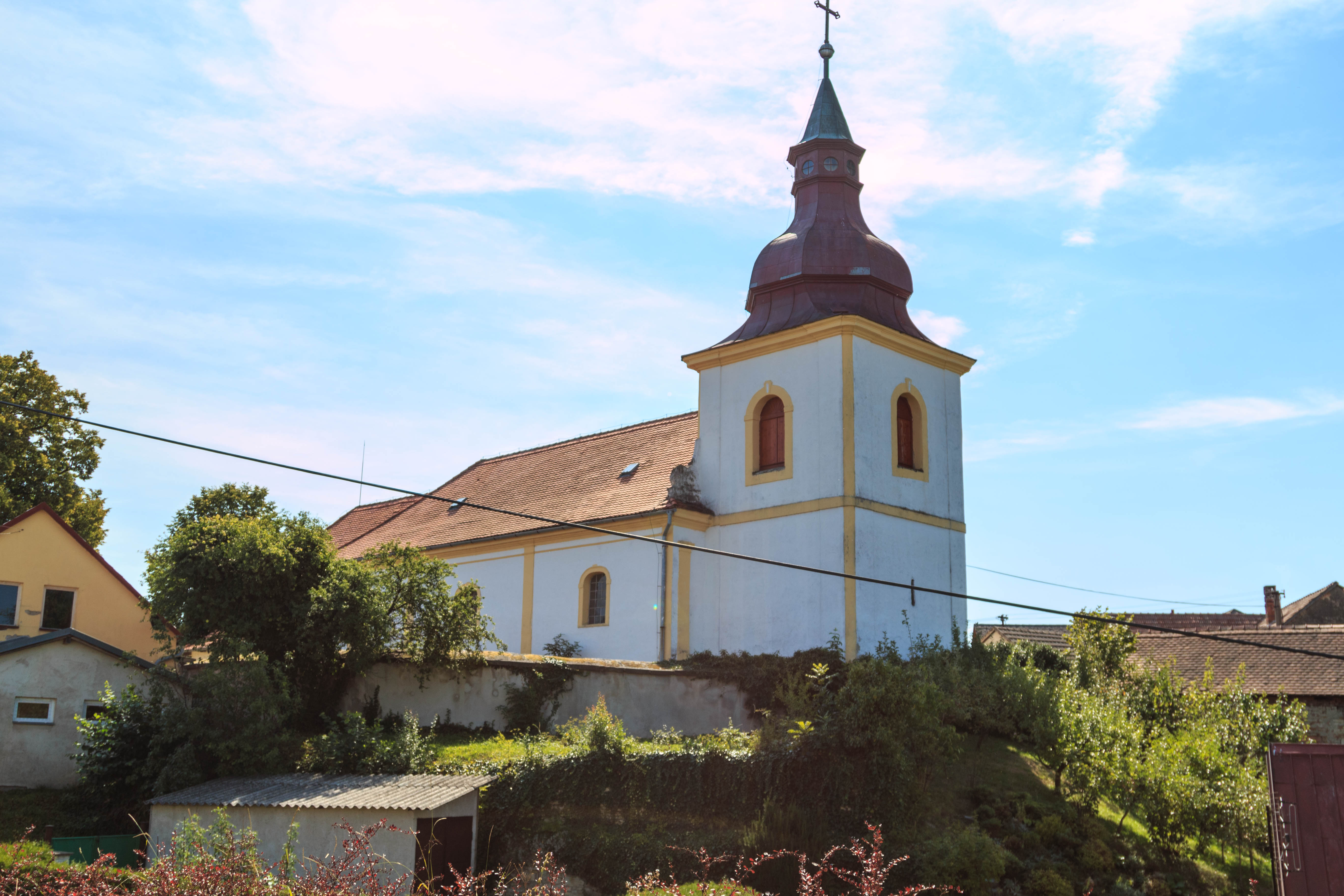
Kirche des hl. Matthäus

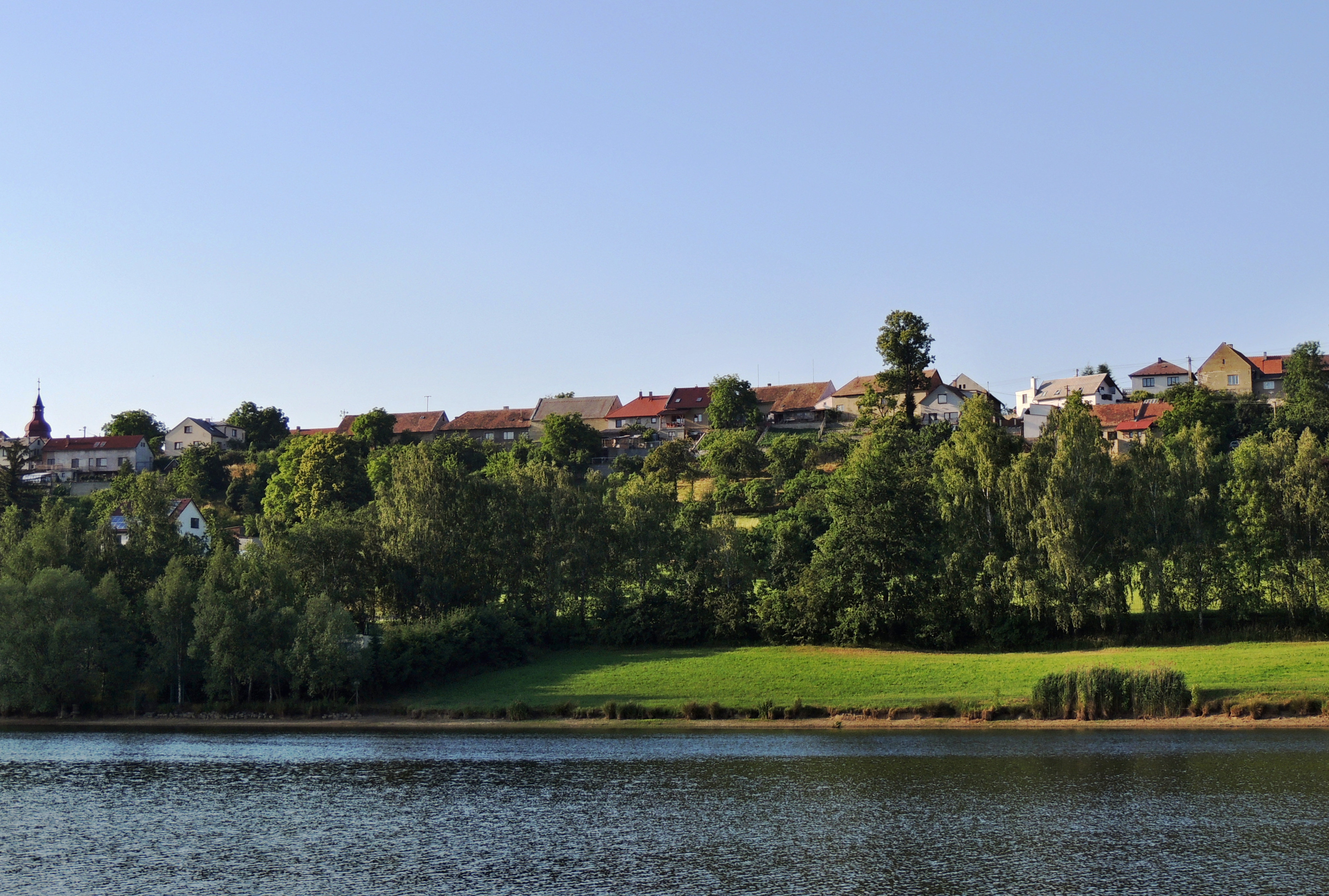
Blick aus dem Tal des Anenský potok auf Štěpánov

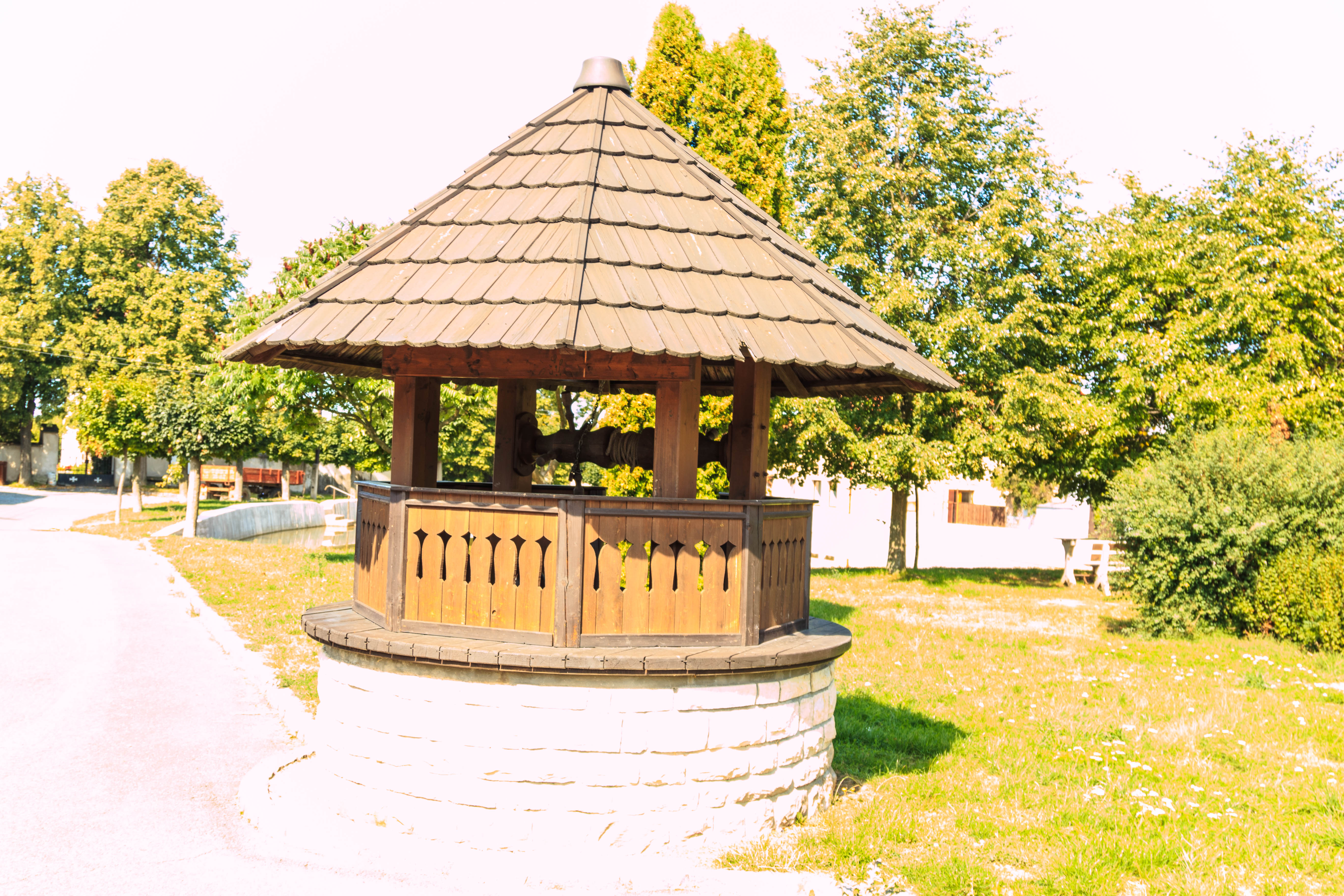
Brunnen auf dem Dorfplatz

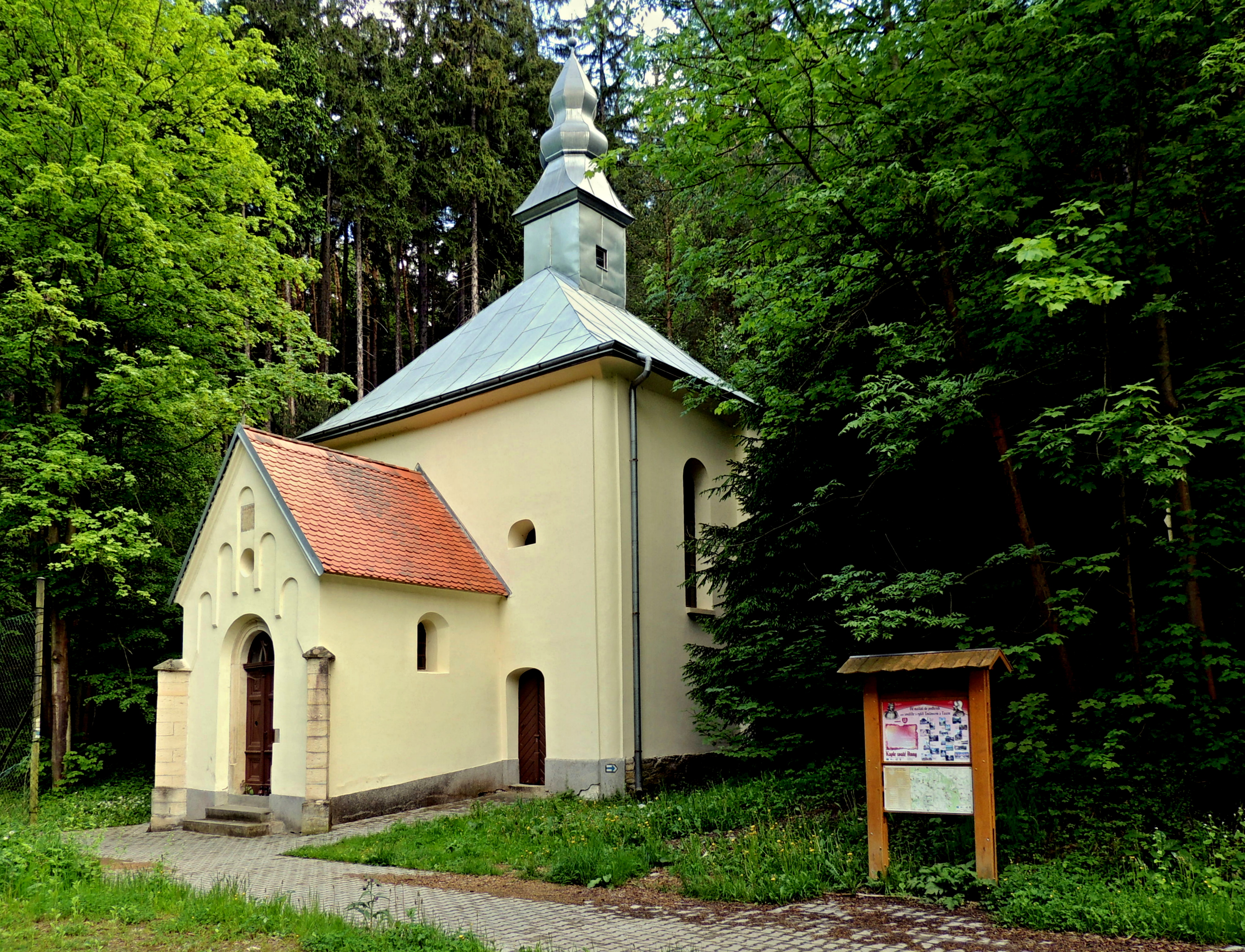
Kapelle der hl. Anna

Štěpánov (deutsch Stiepanow, 1939–45 Stefanau) ist ein Ortsteil der Stadt Skuteč in Tschechien. Er liegt zwei Kilometer nördlich von Skuteč und gehört zum Okres Chrudim.

## Geographie
Štěpánov befindet sich rechtsseitig über dem Tal des Anenský potok auf einer Hochebene in der Štěpánovská stupňovina (Stiepanower Stufenland bzw. Flözgebirge). Durch das Dorf führt die Staatsstraße II/305 zwischen Skuteč und Luže. Südöstlich erhebt sich die Heráně (453 m n.m.), im Westen der Stračín (Stratschin, 396 m n.m.).
Nachbarorte sind Hroubovice, Bělá, Horní Radim und Zdislav im Norden, Košumberk, Tišina, Janovičky und Doly im Nordosten, Lhota u Skutče im Osten, Zbožnov, Předhradí und Lažany im Südosten, Skuteč, Kolonie und Bílý Kopeček im Süden, Drážnice und Skutíčko im Südwesten, Vrbatův Kostelec und Přibylov im Westen sowie Nová Ves und U Svaté Anny im Nordwesten.

## Geschichte
Die erste schriftliche Erwähnung des zur Richenburg gehörigen Dorfes Štěpánov erfolgte 1456.
Die Berglehne Na Vinice zwischen Štěpánov und Zbožnov war früher mit Weinstöcken bepflanzt. Seit dem 19. Jahrhundert bestand bei der Wallfahrtskapelle der hl. Anna ein kleines Badehaus.
Im Jahre 1835 bestand das im Chrudimer Kreis gelegene Rustikaldorf Stiepanow aus 39 Häusern, in denen 237 Personen lebten. In der Filialkirche des hl. Matthäus wurden alle 14 Tage Gottesdienste gehalten. Am Fuße der Anhöhe befand sich ein herrschaftliches Jägerhaus, das früher eine Fasanerie war. Pfarrort war Skutsch. Bis zur Mitte des 19. Jahrhunderts blieb Stiepanow der Herrschaft Richenburg untertänig.
Nach der Aufhebung der Patrimonialherrschaften bildete Štěpánov ab 1849 mit den Ortsteilen Lhota und Zbožnov eine Gemeinde im Gerichtsbezirk Skutsch. Ab 1868 gehörte die Gemeinde zum politischen Bezirk Hohenmauth. 1869 hatte Štěpánov 254 Einwohner und bestand aus 44 Häusern. Lhota löste sich in den 1880er Jahren los und bildete eine eigene Gemeinde. Im Jahre 1900 lebten in Štěpánov 253 Personen, 1910 waren es 314. 1924 wurde die Straße nach Zbožnov errichtet. 1930 hatte das Dorf 331 Einwohner. Am 23. Dezember 1937 löste sich auch Zbožnov von Štěpánov los und wurde eigenständig. Im Jahre 1949 wurde Štěpánov dem neu gebildeten Okres Hlinsko zugeordnet, seit 1961 gehört die Gemeinde zum Okres Chrudim. 1960 erfolgte die Eingemeindung nach Zbožnov, seit 1985 ist Štěpánov ein Ortsteil von Skuteč. Beim Zensus von 2001 lebten in den 71 Häusern von Štěpánov 170 Personen.

## Ortsgliederung
Zu Štěpánov gehören die Einschichten Bažantnice und U Svaté Anny (St. Anna).
Der Ortsteil umfasst den Katastralbezirk Štěpánov u Skutče und einen Teil des Katastralbezirkes Skuteč.

## Sehenswürdigkeiten
- Kirche des hl. Matthäus, der ehemals gotische Bau wurde 1785–1786 barock umgestaltet. Dabei erhielt die Kirche einen neuen Giebel und einen mächtigen Turm mit Helmdach. Im Jahre 2014 wurde sie zum Kulturdenkmal erklärt.[4]
- Steinernes Kreuz auf dem Dorfplatz
- Gedenkstein für die Gefallenen beider Weltkriege
- Kapelle der hl. Anna im Annatal, errichtet 1831 über einer eisenhaltigen Quelle
- Naturreservat Anenské údolí